# Чуров Володимир Євгенович
Володимир Євгенович Чуров (рос. Владимир Евгеньевич Чуров; 17 березня 1953, Ленінград — 22 березня 2023, Москва) — російський політик.
Посол з особливих доручень МЗС Росії (з 22 червня 2016 року).
Голова Центральної виборчої комісії Російської Федерації (з 27 березня 2007 — 28 березня 2016 року), колишній депутат Державної думи Російської Федерації від ЛДПР. Керівник наукової ради Російського військово-історичного товариства.
Закінчив громадський дворічний факультет журналістики Ленінградського державного університету (1973) і фізичний факультет (1977) ЛДУ ім. А. А. Жданова; Народний університет техніко-економічних знань (1990).
Неодноразово обвинувачувався у сприянні фальсифікаціям на російських виборах.

## Відомі вислови

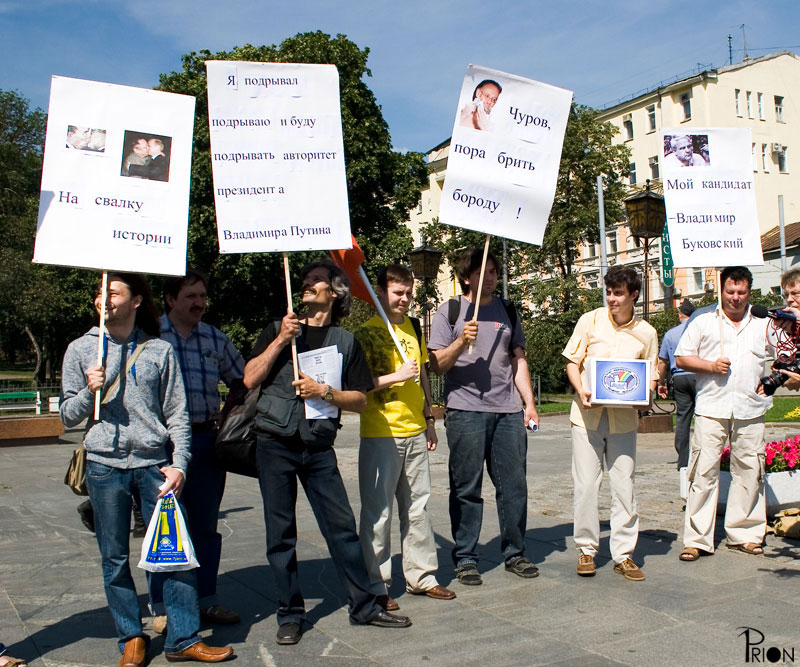
Пікет недовіри Чурову 12 серпня 2007 року

В 2007 році проголосив так званий «Перший закон Чурова»:
|  | Путін завжди правий. |